# Quercus coccifera

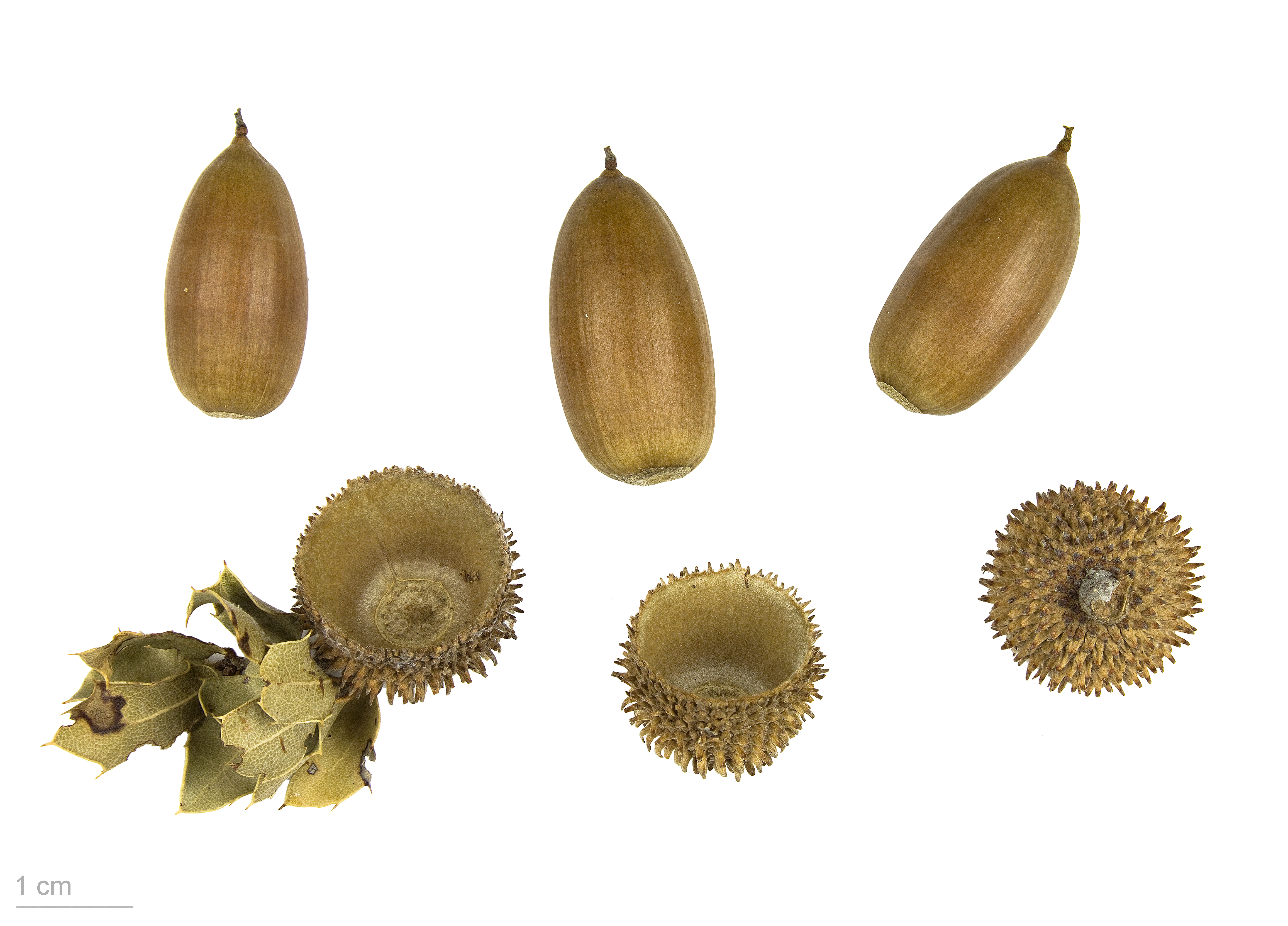
Quercus coccifera - MHNT

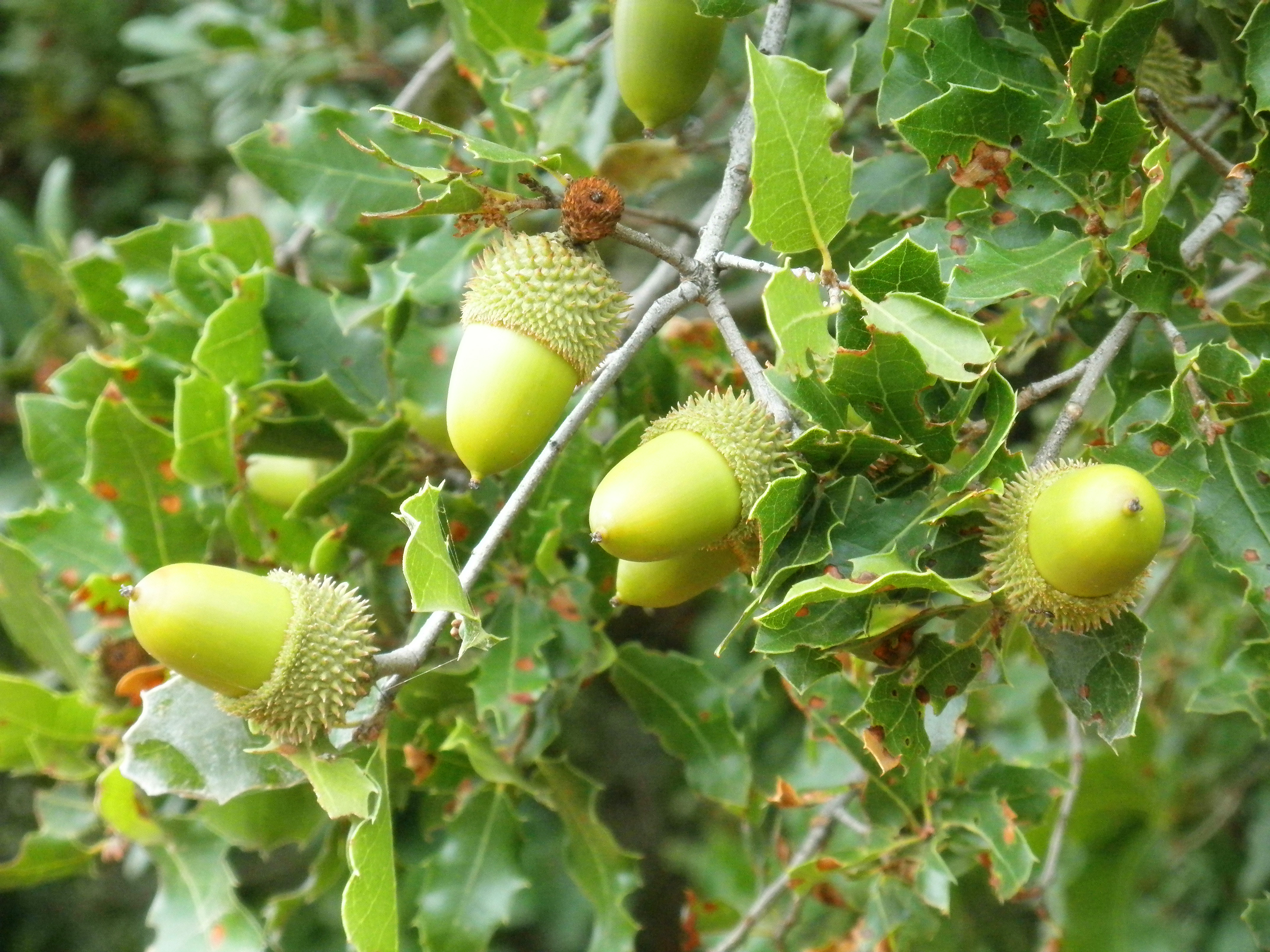
Bolotas e folhas

Quercus coccifera L., conhecido em Portugal por carrasco ou carrasqueiro, é um arbusto de folha persistente e verde o ano inteiro. Atinge, no máximo, 2 metros de altura, ainda que, muitas vezes, possam se transformar em uma pequena árvore de 4 ou 5 metros. Pode se ramificar abundantemente desde a base, de forma que as ramas, de súber liso, se entrelaçam frequentemente, tornando-o impenetrável.
As flores masculinas são muito pequenas, pouco aparentes, com um envoltório acopado dividida em 4, 5 ou 6 gomos e um número variável de androceus (4 a 10); agrupam-se em espigas curtas, de cor amarelada, delgadas, que se penduram em grupos. As femininas nascem na mesma planta, solitárias ou agrupadas com duas ou três. O fruto é uma bolota, de só uma semente, separável em duas metades (cotiledôneas) longitudinalmente.
As bolotas do Q. coccifera são muito amargas e adstringentes contudo podem ser utilizadas para a alimentação animal, sobretudo do gado caprino. 
O carrasco é a planta hospedeira da cochonilha Kermes vermilio, inseto usado para produzir o corante natural tradicionalmente designado de carmesim (também designado por quermes ou kermes). 

## Em Portugal
Ocorre espontaneamente no centro, no sul de Portugal e no Alto Douro. Alguns autores consideram duas subespécies no território português, a subsp. coccifera e a subsp. rivasmartinezii.
- Commons
- Wikispecies

1. ↑  CASTROVIEJO [et al.], Santiago (1986-2021). Flora Iberica : Plantas vasculares de la Península Ibérica e Islas Baleares (PDF). Madrid: Real Jardín Botánico de Madrid. pp. 17–19. ISBN 8400062213
2. ↑  «Jardim Botânico UTAD | Espécie Quercus coccifera». Jardim Botânico UTAD. Consultado em 27 de junho de 2025
3. ↑  Hodgson, Chris J. (junho de 1994). «Eriochitonand a new genus of the scale insect family Eriococcidae (Homoptera: Coccoidea)». Journal of the Royal Society of New Zealand (2): 171–208. ISSN 0303-6758. doi:10.1080/03014223.1994.9517464. Consultado em 27 de junho de 2025
4. ↑  «The prickly question of oak leaves! – The Ventilator» (em inglês). 15 de janeiro de 2009. Consultado em 27 de junho de 2025
5. ↑  «Jardim Botânico UTAD | Espécie Quercus coccifera». Jardim Botânico UTAD. Consultado em 11 de setembro de 2022
6. ↑  «Flora-On | Flora de Portugal». flora-on.pt. Consultado em 27 de junho de 2025